# Vernon (Ardèche)
Vernon  ist eine französische Gemeinde mit 223 Einwohnern (Stand 1. Januar 2022), die im Département Ardèche und in der Region Auvergne-Rhône-Alpes liegt. Sie gehört zum Arrondissement Largentière und zum Kanton Les Cévennes Ardéchoises.

## Geographie
Die Gemeinde liegt im Tal der Beaume und ist Teil des Regionalen Naturparks Monts d’Ardèche.  Nördlich schließen sich Gebirgsketten an. Das Gemeindegebiet umfasst 3,71 km² und ist mit 54 Einwohnern pro km² besiedelt.

## Bevölkerungsentwicklung
| Jahr                       | 1962 | 1968 | 1975 | 1982 | 1990 | 1999 |
| -------------------------- | ---- | ---- | ---- | ---- | ---- | ---- |
| Einwohner                  | 184  | 192  | 166  | 170  | 185  | 203  |
| Quellen: Cassini und INSEE |      |      |      |      |      |      |